# Miyagawa Tsuneteru

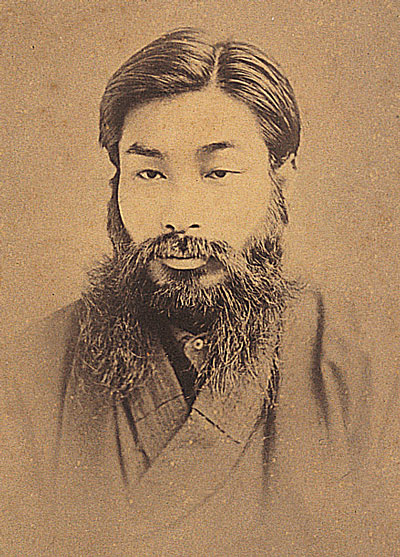
Miyagawa Tsuneteru

Miyagawa Tsuneteru (japanisch 宮川 経輝; geboren 11. Februar 1857 in Aso (Provinz Higo); gestorben 2. März 1936) war ein japanischer protestantischer Geistlicher.

## Leben und Wirken

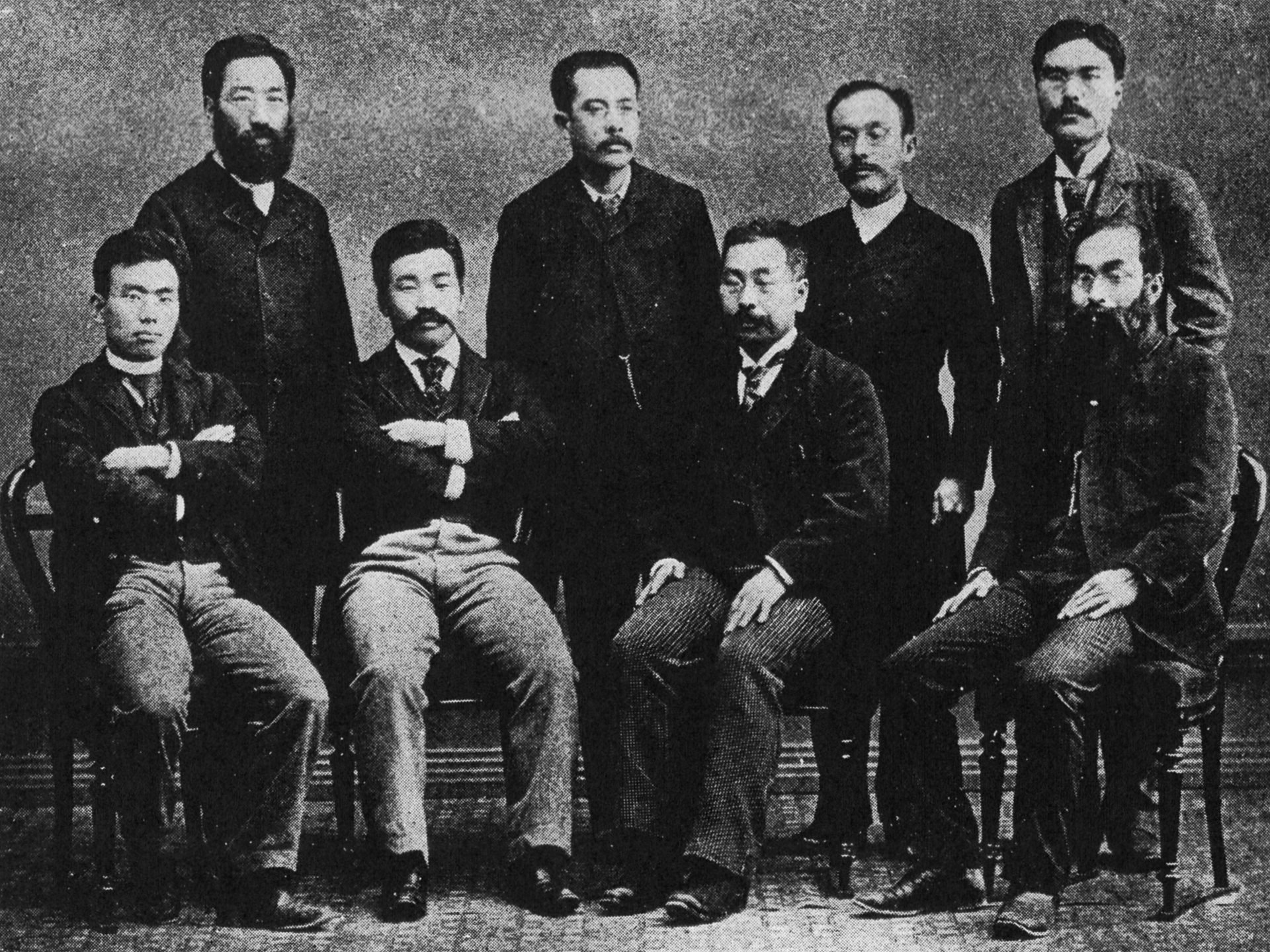
Die „Kumamoto-Clique“

Miyagawa Tsuneteru wurde in der Provinz Higo als Sohn eines Priesters in Aso geboren. Er interessierte sich schon früh für chinesische Bücher. Ab 1872 besuchte er die neu gegründete, westlich orientierte höhere Schule „Kumamoto Yōgakkō“ (熊本洋学校). Er wurde dort vom geistlichen Lehrer Leroy Lansing Janes (1838–1909) inspiriert.
Um 1876 war Miyagawa die zentrale Figur der sogenannten „Kumamoto-Clique“ der Jahrgänge 1857 und 1858, die mit 34 Kameraden wie Ebina Danjō im Ortsteil Hanaokayama (花岡山) außerhalb der Burg Kumamoto ein Papier „Hōkyō shui-sho“ (奉教趣意書) – etwa „Vereinbarung zum Zusammensein“ – unterzeichneten. Nach dem Abschluss der„Kumamoto Yōgakkō“ begannen er und seine Freunde ein Studium an der „Dōshisha-Akademie“.
Nach dem Abschluss des Studiums wurde Miyagawa Vizerektor an der „Dōshisha Women’s School“ (同志社女学校), der späteren „Doshisha Women’s University“. Nachdem er dort einige Jahre gearbeitet hatte, widmete er sein Leben von 1882 bis 1912 der christlichen Mission als Pastor der „Ōsaka Church“ (大阪教会). Während seiner Amtszeit erstreckte sich sein Missionsgebiet auf Korea, Nordostchina (Mandschurei), Hawaii und die Westküste der Vereinigten Staaten.
Miyagawa hat viele Bücher geschrieben, darunter eine Übersetzung einer Wirtschaftsvorlesung von Dwight Whitney Learned (1848–1943) unter dem Titel „Keizai Shinron“ (経済新論). Andere Werke sind „Katsu Kirisuto“ (活基督) – „Lebendiges Christentum“ – und „Maki-kai hyakubanashi“ (牧会百話) – „Andachten – 100 Gespräche“. Zusammen mit Kozaki Hiromichi und Ebina Danjō gehörte er zu den „Kumiaikyōkai no san genrō“ (組合教会の三元老) – den „Drei großen Alten des Kirchenverbandes“.